# Episodi di Younger (quinta stagione)
La quinta stagione della serie televisiva Younger, composta da 12 episodi, è stata trasmessa negli Stati Uniti dal 5 giugno al 28 agosto 2018 sul canale via cavo TV Land.
In Italia, la stagione è inedita.
| nº | Titolo originale          | Titolo italiano | Prima TV USA   | Prima TV Italia |
| -- | ------------------------- | --------------- | -------------- | --------------- |
| 1  | #LizaToo                  |                 | 5 giugno 2018  |                 |
| 2  | A Titanic Problem         |                 | 12 giugno 2018 |                 |
| 3  | The End of the Tour       |                 | 19 giugno 2018 |                 |
| 4  | The Talented Mr. Ridley   |                 | 26 giugno 2018 |                 |
| 5  | Big Little Liza           |                 | 10 luglio 2018 |                 |
| 6  | Sex, Liza and Rock & Roll |                 | 17 luglio 2018 |                 |
| 7  | A Christmas Miracle       |                 | 24 luglio 2018 |                 |
| 8  | The Bubble                |                 | 31 luglio 2018 |                 |
| 9  | Honk if You're Horny      |                 | 7 agosto 2018  |                 |
| 10 | Girls on the Side         |                 | 14 agosto 2018 |                 |
| 11 | Fraudlein                 |                 | 21 agosto 2018 |                 |
| 12 | Lizability                |                 | 28 agosto 2018 |                 |